# ショーン・ヘン
ショーン・マイケル・ヘン（Sean Michael Henn, 1981年4月23日 - ）は、アメリカ合衆国テキサス州フォートワース出身の野球選手。投手、左投右打。

## 経歴

### ヤンキース時代
2000年にドラフト26巡目（全体788位）でニューヨーク・ヤンキースから指名されてプロ入り。2005年5月4日にメジャーデビューを果たし、この年3試合に先発登板するが、全試合で5回もたずに3以上の失点を喫して敗戦投手になる。翌2006年もメジャー定着はならず。2007年には29試合に登板したが、防御率は7.12だった。
2008年は故障者リスト入りした状態でシーズン開幕を迎え、4月30日に故障者リストから外れると同時にDFAとなった。

### パドレス時代
2008年5月9日にウェーバーでサンディエゴ・パドレスへ移籍。6月2日にDFAとなり、3Aへ降格となった。11月3日にFAとなった。

### ツインズ時代
2008年12月16日にミネソタ・ツインズとマイナー契約を結んだ。
2009年5月19日にメジャー昇格した。

### オリオールズ時代
2009年9月8日にトレードでボルチモア・オリオールズへ移籍。

### ブルージェイズ時代
2009年10月29日にウェーバーでトロント・ブルージェイズへ移籍。
2010年10月15日にFAとなったが、10月26日に再契約し、12月21日に発表した。
2011年11月2日にメジャー昇格のないままFAとなった。

### マリナーズ時代
2011年11月14日にシアトル・マリナーズとマイナー契約を結んだ。
2012年6月5日にFAとなった。

### ハンファ・イーグルス時代
2012年6月6日、不振により退団したブライアン・バスの代役として、韓国プロ野球のハンファ・イーグルスと契約した。しかしハンファでは14試合で1勝もあげられず防御率も8点台といいところがなく、同年7月24日にウェーバー公示され退団した。

### レッドソックス時代
2013年2月11日にボストン・レッドソックスと契約。3月26日に放出された。4月10日にニューヨーク・メッツと契約。AAA級ラスベガス・フィフティワンズでプレーしていたが、9月7日にメジャー昇格した。10月23日にFAとなった。

## 詳細情報

### 年度別投手成績
| 年 度     | 球 団     | 登 板 | 先 発 | 完 投 | 完 封 | 無 四 球 | 勝 利 | 敗 戦 | セ 丨 ブ | ホ 丨 ル ド | 勝 率 | 打 者 | 投 球 回 | 被 安 打 | 被 本 塁 打 | 与 四 球 | 敬 遠 | 与 死 球 | 奪 三 振 | 暴 投 | ボ 丨 ク | 失 点 | 自 責 点 | 防 御 率 | W H I P |
| --------- | --------- | ----- | ----- | ----- | ----- | -------- | ----- | ----- | -------- | ----------- | ----- | ----- | -------- | -------- | ----------- | -------- | ----- | -------- | -------- | ----- | -------- | ----- | -------- | -------- | ------- |
| 2005      | NYY       | 3     | 3     | 0     | 0     | 0        | 0     | 3     | 0        | 0           | .000  | 61    | 11.1     | 18       | 3           | 11       | 0     | 0        | 3        | 0     | 0        | 16    | 14       | 11.12    | 2.56    |
| 2006      | NYY       | 4     | 1     | 0     | 0     | 0        | 0     | 1     | 0        | 0           | .000  | 44    | 9.1      | 11       | 2           | 5        | 0     | 1        | 7        | 0     | 0        | 5     | 5        | 4.82     | 1.71    |
| 2007      | NYY       | 29    | 1     | 0     | 0     | 0        | 2     | 2     | 0        | 2           | .500  | 181   | 36.2     | 44       | 6           | 27       | 1     | 3        | 28       | 1     | 0        | 32    | 29       | 7.12     | 1.94    |
| 2008      | SD        | 4     | 0     | 0     | 0     | 0        | 0     | 0     | 0        | 0           | ----  | 47    | 9.1      | 11       | 1           | 9        | 1     | 0        | 9        | 1     | 0        | 8     | 8        | 7.71     | 2.14    |
| 2009      | MIN       | 14    | 0     | 0     | 0     | 0        | 0     | 3     | 0        | 2           | .000  | 50    | 11.1     | 9        | 2           | 8        | 1     | 1        | 9        | 0     | 0        | 9     | 9        | 7.15     | 1.50    |
| 2009      | BAL       | 6     | 0     | 0     | 0     | 0        | 0     | 0     | 0        | 0           | ----  | 19    | 3.0      | 6        | 0           | 4        | 0     | 0        | 6        | 1     | 0        | 3     | 3        | 9.00     | 3.33    |
| '09計     | BAL       | 20    | 0     | 0     | 0     | 0        | 0     | 3     | 0        | 2           | .000  | 69    | 14.1     | 15       | 2           | 12       | 1     | 1        | 15       | 1     | 0        | 12    | 12       | 7.53     | 1.88    |
| 通算：5年 | 通算：5年 | 60    | 5     | 0     | 0     | 0        | 2     | 9     | 0        | 4           | .182  | 402   | 81.0     | 99       | 14          | 64       | 3     | 5        | 64       | 3     | 0        | 73    | 68       | 7.56     | 2.01    |

- 2009年度シーズン終了時

### 背番号
- 58 （2005年）
- 30 （2006年、2012年）
- 34 （2007年 - 同年途中）
- 62 （2007年途中 - 同年終了）
- 39 （2008年）
- 60 （2009年 - 同年途中）
- 53 （2009年途中 - 同年終了）
- 43 （2013年）